# Vassili Telepnev
Prince Vassili Telepnev est un homme politique russe. Sous le règne de Vassili IV Chouiski, il fut chef du prikaze Posolsky (chef du département de la diplomatie russe) de 1606 à 1610.
Vassili Telepnev est issu d'une famille de boyards descendants de la lignée des Riourikides. Parmi ses ascendants :
- le prince Ivan Feodorovitch Obolenski-Telepnev, grand écuyer et membre du conseil de régence pendant la minorité d'Ivan IV le Terrible. Il fut l'amant d'Héléna Glinska. Sur ordre du régent Vassili Chouiski, il fut jeté au cachot où il mourut de faim en 1538.
- le prince Telepnev qui, sur ordre d'Ivan IV de Russie, fut empalé le 25 juillet 1570